# نادي بردى
نادي بردى الرياضي، هو نادي كرة قدم سوري يقع مقره في دمشق. تأسس عام 1926م.

## تاريخ
لعب الفريق عدة مواسم في الدوري السوري الممتاز (القسم الأعلى لكرة القدم السورية). فاز النادي بالدوري السوري الممتاز في 1968-1969 و1969-1970.
تم حل الفريق في عام 1972، ولكن تم إعادة تأسيسه لاحقًا في عام 1992.

## رؤساء نادي بردى
1 - محمد سالم (الملقب بالدكتور) من 1927 إلى 1931
2 - بشير البكري 1931 إلى
3 - خير الدين البكري (الملقّب بالمحارب) 1938 إلى 1958
4 - فؤاد حبش من 1958 إلى 1963
5 - لمعة قطنا من 1963 إلى 1965
6 - فيصل شيخ الأرض من 1965 إلى 1972

## أسماء إداريين ولاعبين النادي عبر تاريخه
- إحسان هلال - سامي الشمعة - عادل الخضرة - صباح مملوك - محمد سالم - أحمد الطباع - أحمد حواصلي - بهجت شرابي - بشير العظمة - عبد الحميد دركزنلي - حيدر شيخ الأرض - شاكر الصباغ - لمعة قطنا - واصف المهايني - حسين الهاشمي - مسلم مشنوق - سليم صباغ - خير الدين البكري - صلاح نصري - شاكر صباغ - عبد الحكيم دركزنلي - حيدر السمان - موفق قضماني - جميل الشريف - ناظم الأيوبي - فوزي تللو - رشاد حواصلي - حسن الشريف - مصطفى الشريف - طلعت السراج - أدهم مشنوق - رشاد حواصلي - عدنان بوظو - تيسير مشنوق - خالد سمان - فاروق بوظو - موفق حجار - عدنان عربيني - جمال الشريف - سليم عادل حسن القحف - بهاء البكري - بشير البكري - موفق حافظ - يحيى النحاس - رفعت مرستاني - صبحب حموده - راتب العابد - راغب خطاب - نشأت شيخ الأرض - معروف موصللي - تيسير سروجي - موفق السادات - فؤاد حبش - فيصل شيخ الأرض بشير بيرقدار - سامي العظمة - بسام قائد - عدنان سلطجي - نسيب السمان.

## روابط خارجية
- الموقع الرسمي لنادي بردى الرياضي